# Vallée de la Nied Réunie
Vallée de la Nied Réunie este o arie protejată (sit de importanță comunitară — SCI) din Franța întinsă pe o suprafață de 1.302 ha, integral pe uscat.

## Localizare
Centrul sitului Vallée de la Nied Réunie este situat la coordonatele 49°13′36″N 6°28′39″E / 49.22667°N 6.4775°E.

## Înființare
Situl Vallée de la Nied Réunie a fost declarat arie specială de conservare în baza directivei 92/43 din 1992 referitoare la conservarea habitatelor naturale și a faunei și florei sălbatice pentru a proteja 4 specii de animale.

## Biodiversitate
Situată în ecoregiunea continentală, aria protejată conține 3 habitate naturale: Fânețe de joasă altitudine (Alopecurus pratensis, Sanguisorba officinalis), Liziere de ierburi înalte hidrofile de câmpie și de nivel montan până la alpin, Cursuri de apă de la nivel de câmpie la nivel montan, cu vegetație Ranunculion fluitantis și Callitricho-Batrachion.
La baza desemnării sitului se află mai multe specii protejate:
- amfibieni (2): izvoraș-cu-burta-galbenă (Bombina variegata), triton cu creastă (Triturus cristatus)
- pești (2): zglăvoacă (Cottus gobio), Cottus rhenanus

Pe lângă speciile protejate, pe teritoriul sitului au mai fost identificate 1 specie de plante, 1 specie de păsări, 5 specii de amfibieni, 1 specie de reptile.